# San Martino in Pensilis
San Martino in Pensilis är en ort och kommun i provinsen Campobasso i regionen Molise i Italien. Kommunen hade 4 710 invånare (2018).